# Brink (Wuppertal)
Brink ist eine Hofschaft im Norden der bergischen Großstadt Wuppertal.

## Lage und Beschreibung
Die Hofschaft liegt im Nordosten des Wohnquartiers Siebeneick im Stadtbezirk Uellendahl-Katernberg auf einer Höhe von 235 m ü. NHN über dem Tal des Heidacker Bachs.
Benachbarte Orte sind die unmittelbar angrenzende Orte Schmitzhaus, Frickenhaus, Untenrohleder und Heidacker, sowie die umgebenden Orte Obenrohleder, Schneis, Saurenhaus, Schmürsches, Mutzberg, Dümpel, Fingscheidt, Worth, Schevensiepen, Krieg und Wolfsholz. Nordöstlich befindet sich die Erhebung Woltersberg im Waldgebiet Große Busch/An Woternocken.
In der lokalen Mundart wurde der Ort auch als om Brenk bezeichnet.

## Etymologie und Geschichte
Der Name Brink leitet sich von dem Siedlungsplatz auf einer kleinen Anhebung, Brink genannt, ab.
Der Hof Brink wurde erstmals 1508 und 1521 als uff deme Brincke in einer Schatzungsliste der Herrschaft Hardenberg urkundlich erwähnt. 1703 ist die Zugehörigkeit zur Hardenberger Bauerschaft Oberste Siebeneick beurkundet.
Im 19. Jahrhundert gehörte Brink zu Bauerschaft Obensiebeneick und der Kirchengemeinde Dönberg in der Bürgermeisterei Hardenberg, die 1935 in Neviges umbenannt wurde. Damit gehörte es von 1816 bis 1861 zum Kreis Elberfeld und ab 1861 zum alten Kreis Mettmann. 
Der Ort ist auf der Gemeinde Charte des Parzellar Katasters der Bürgermeisterei Hardenberg von 1815/16 als zur Brink eingezeichnet. Im Gemeindelexikon für die Provinz Rheinland von 1888 werden ein Wohnhaus mit fünf Einwohnern angegeben.
Mit der Kommunalreform von 1929 wurde der östliche Teil von Obensiebeneick um Brink abgespalten und zusammen mit südlichen Dönberger Ortschaften in die neu gegründete Stadt Wuppertal eingemeindet, der Rest Obensiebeneicks verblieb zunächst bei Neviges. Durch die nordrhein-westfälische Gebietsreform kam Neviges mit Beginn des Jahres 1975 zur Stadt Velbert und das restliche Obensiebeneick wurde ebenfalls Wuppertal eingemeindet.